# Jill Morris
Jill Morris (Chester, 14 agosto 1967) è una diplomatica britannica, da gennaio 2023 attuale ambasciatrice britannica in Turchia. Dal 2016 al 2021 è stata anche ambasciatrice britannica in Italia e a San Marino. Si tratta della prima donna a ricoprire entrambe le cariche.

## Biografia

### Primi anni
Jill Morris è nata a Chester e ha studiato lingue moderne alle università di Southampton e di Warwick.

### Carriera
Morris è entrata al Foreign Office nel 1999. Ha avuto diversi incarichi in Europa e nel Regno Unito.  Il 13 giugno 2015 durante gli Onori di compleanno fu nominata Compagna dell'Ordine di San Michele e San Giorgio per i servizi alla politica estera britannica quando prestò servizio come Direttore per l'Europa.
A dicembre 2015 è stato annunciato che la Morris sarebbe stata nominata Ambasciatrice britannica in Italia e San Marino, entrando poi in carica da luglio 2016, accreditata dal Presidente della Repubblica Sergio Mattarella.
Nel dicembre 2021 ha concluso l'incarico diplomatico a Roma.